# Calliste varié
Tangara velia
Espèce
Statut de conservation UICN

 LC  : Préoccupation mineure
Le Calliste varié (Tangara velia) est une espèce d'oiseaux de la famille des Thraupidae.

## Répartition
Cet oiseau peuple la forêt amazonienne et le plateau des Guyanes.